# 1856 w polityce

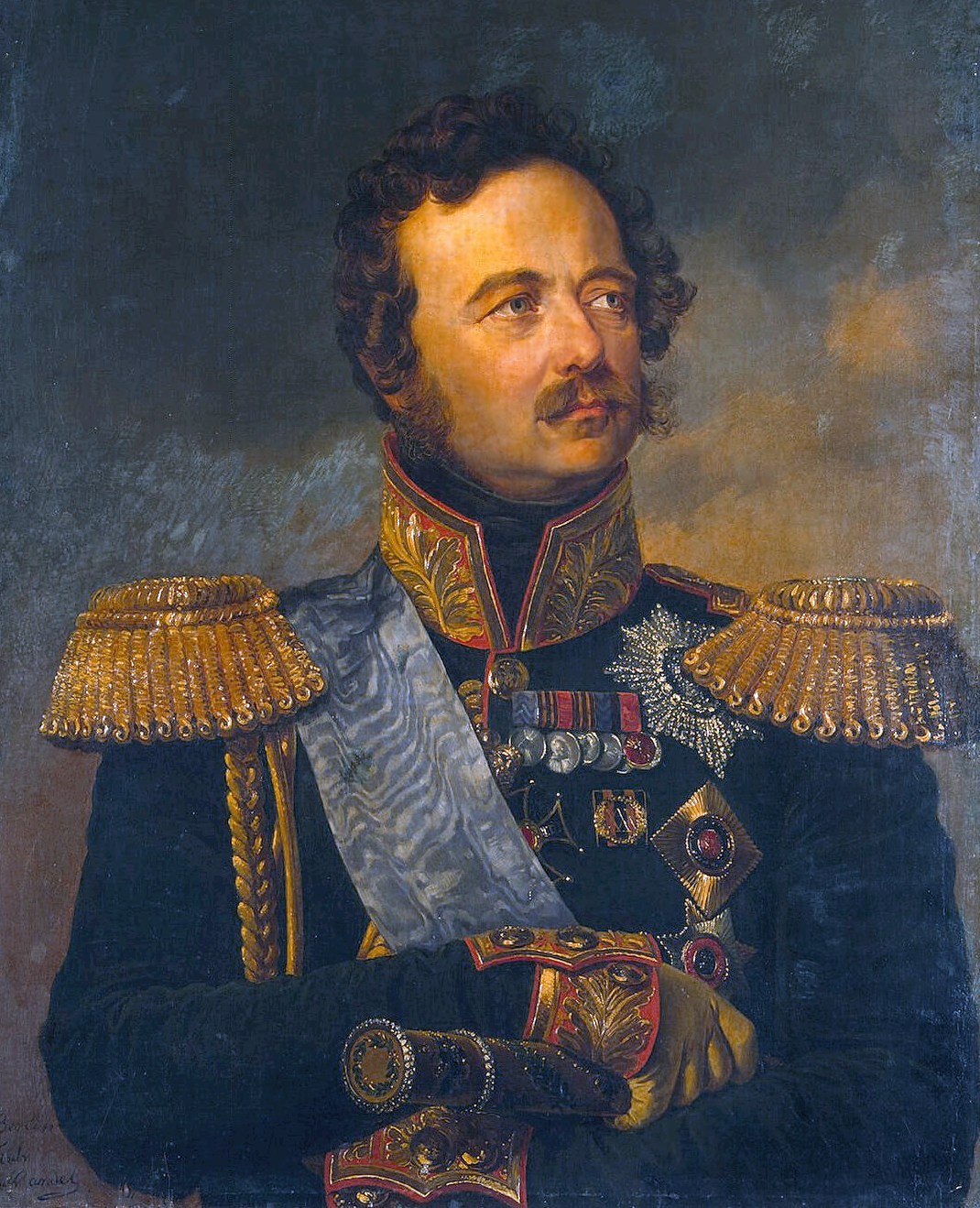
Iwan Paskiewicz

Wydarzenia polityczne w 1856 roku.

## Zmarli
- 1 lutego Iwan Paskiewicz, rosyjski generał[1].